# Tensta
Tensta je jedno z mnoha předměstí Stockholmu. Roku 2001 mělo 17 815 obyvatel.
Vedou jím dvě linky Stockholmského metra, 10 a 11. Vyznačuje se vysokou kriminalitou, nezaměstnaností i koncentrací imigrantů. Předměstí je tvořeno především panelákovou výstavbou. Bylo postaveno v 60. letech 20. století v rámci Milionového programu.
Z obav o svou bezpečnost se rozhodla ze sídliště odstěhovat švédská politička kurdského původu Nalin Pekgul. Koncem června 2006 byl v Tenstě nalezen muž přivázaný výbušninou na lampu pouličního osvětlení.[zdroj?]

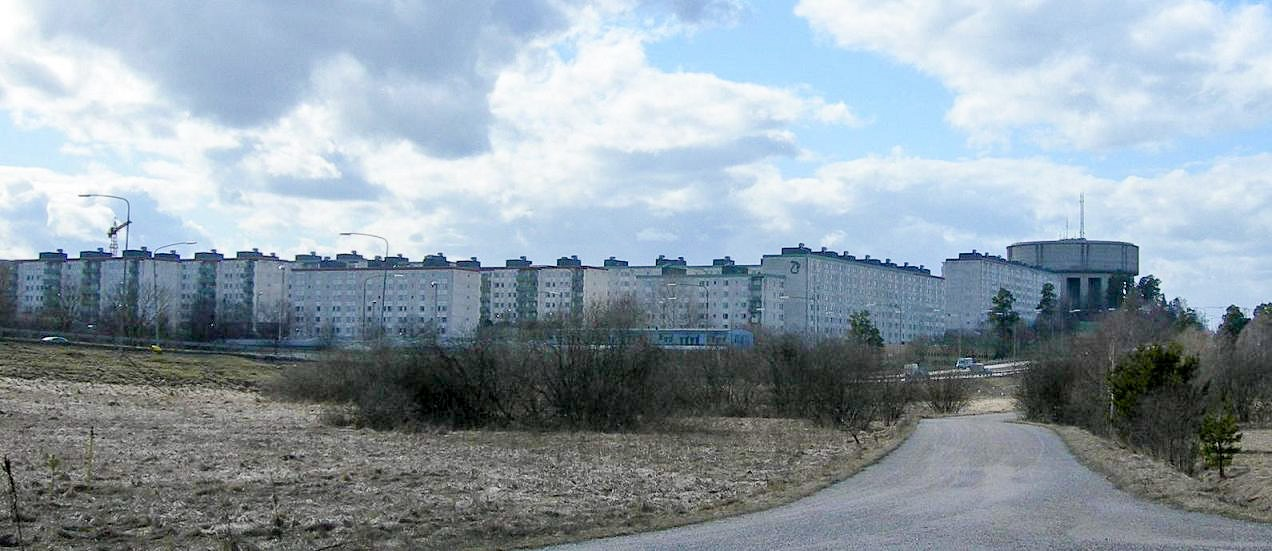
Sídliště v Tenstě